# 週刊アンジー
『週刊ANGIE』（しゅうかんアンジー）は、携帯電話向けの週刊少女漫画雑誌。フェアベルが制作・発行し、「まんがこっち」内で大日本印刷が配信していた。

## 概要
- 2007年7月6日、日本初の携帯電話向けの週刊少女漫画雑誌として創刊[1]。
- 2008年に雑誌形式から単品配信に変更し、アンジーコミックスに名称変更[2]。

## 連載作品
- 「アトランティス騎士団（ナイツ）」（いがらしゆみこ）
- 「恋詩」（今村リリィ）